# Wadim Bogijew
Wadim Iosifowicz Bogijew (ros. Вадим Иосифович Богиев; ur. 27 grudnia 1970 w Moskwie) – radziecki i rosyjski zapaśnik w stylu wolnym, z pochodzenia Osetyjczyk.
Odnosił sukcesy w kategorii juniorów i kadetów w barwach ZSRR. Mistrzostwo Świata i Europy w 1989. Jako senior występował już dla Rosji. Na Igrzyskach Olimpijskich w Atlancie w 1996 zdobył złoty medal w wadze lekkiej, pokonując w finale Amerykanina Townsenda Saundersa. Trzykrotny uczestnik Mistrzostw Świata, srebrny medal w 1993 roku. Trzy razy zdobył tytuł Mistrza Europy w latach 1994-1996. Pierwszy w Pucharze Świata w 1992; drugi w 1993; trzeci w 1995 roku. Trzecie miejsce na igrzyskach wojskowych w 1995 roku.
Srebrny medal mistrzostw WNP w 1992, mistrz Rosji w 1996.